# Hrabstwo Sioux (Iowa)

Piramida wieku hrabstwa

Hrabstwo Sioux  – hrabstwo położone w USA w stanie Iowa z siedzibą w mieście Orange City. Założone w 1837 roku.

## Miasta i miejscowości
| - Alton - Boyden - Chatsworth - Granville - Hawarden | - Hospers - Hull - Ireton - Matlock - Maurice | - Orange City - Rock Valley - Sheldon - Sioux City |

## Drogi główne
- U.S. Highway 18
- U.S. Highway 75
- Iowa Highway 10
- Iowa Highway 12
- Iowa Highway 60

## Sąsiednie hrabstwa
- Hrabstwo Lyon
- Hrabstwo O’Brien
- Hrabstwo Plymouth
- Hrabstwo Union (Dakota Południowa)
- Hrabstwo Lincoln (Dakota Południowa)